# Sent Juèri
Sent Juèri (en francès Saint-Juéry) és un municipi francès situat al departament del Losera i a la regió d'Occitània.